# サーシャ・マキラ
サーシャ・アレクシ・マキラ（Sasha Mäkilä、1973年6月19日−）はフィンランド出身の指揮者、現在はセント・マイケル・ストリングス（St. Michel Strings）の音楽監督。

## 経歴
フィンランドのケラヴァに生まれたサーシャ・マキラは、ヘルシンキ音楽院でチェロを学んだ後、ロシア、サンクトペテルブルクのリムスキー・コルサコフ国立記念音楽院（サンクトペテルブルク音楽院）にて指揮をレオニード・コルヒマーに学ぶ。在学中の2004年にサンクトペテルブルクのロシア国立図書館交響楽団の指揮者に就任する。
その後フィンランドのシベリウス音楽院でレイフ・セーゲルスタムに、またアスペン音楽祭の指揮者アカデミーでデイヴィッド・ジンマンに師事する。その他にもユーリ・シモノフ、クルト・マズア、ヨルマ・パヌラ等の著名指揮者のマスタークラスに参加。
2005年に韓国のスウォン国際指揮コンクール入選、2006年にはアメリカの第６回ヴァフタン・ヨルダニア国際指揮コンクール入賞。
2007年から2010年にはフランス国立管弦楽団にてクルト・マズアの副指揮者を務め、その後2010年から2012年までフランツ・ウェルザー＝メストが音楽監督のクリーブランド管弦楽団の副指揮者を務める。
フィンランド国内の主要オーケストラとの定期的な演奏会の他、ロシア、イギリスを始めとするヨーロッパ諸国から南アフリカや北アメリカまで、客員指揮者として活発な活動を行っている。2004年にはヘルシンキで、モーツァルトのオペラ「劇場支配人 ("Der Schauspieldirektor")」でオペラ指揮者としてのデビュー、その後2005年にはヘルシンキ・スカラ・オペラでフィリップ・グラスの室内オペラ「恐るべき子供たち ("Les Enfants Terribles")」、2006年には「流刑地にて ("In the Penal Colony")」のフィンランドの国内初演を指揮する。2009年にはMusica Nova HeksinkiでTimothy PageとSami Klemola共作のオペラ「Lovers of Mankind」の世界初演、2012年にはサヴォンリンナ・オペラ・フェスティバルでオペラ「Free Will」の世界初演、その他カレヴィ・アホやユッカ・ティエンス、レーヴィ・マデトヤなどのフィンランドの現代音楽の第一人者としても活動している。